# Rafael Ábalos
Rafael Ábalos (ur. 12 października 1956 w Archidonie, Andaluzja) – hiszpański pisarz, z zawodu adwokat, współpracuje z Wydziałem Prawa na Uniwersytecie w Máladze.

## Twórczość
- Bufo SoĽador
- El visitante del laberinto
- Grimpow
- Kôt